# Бойные

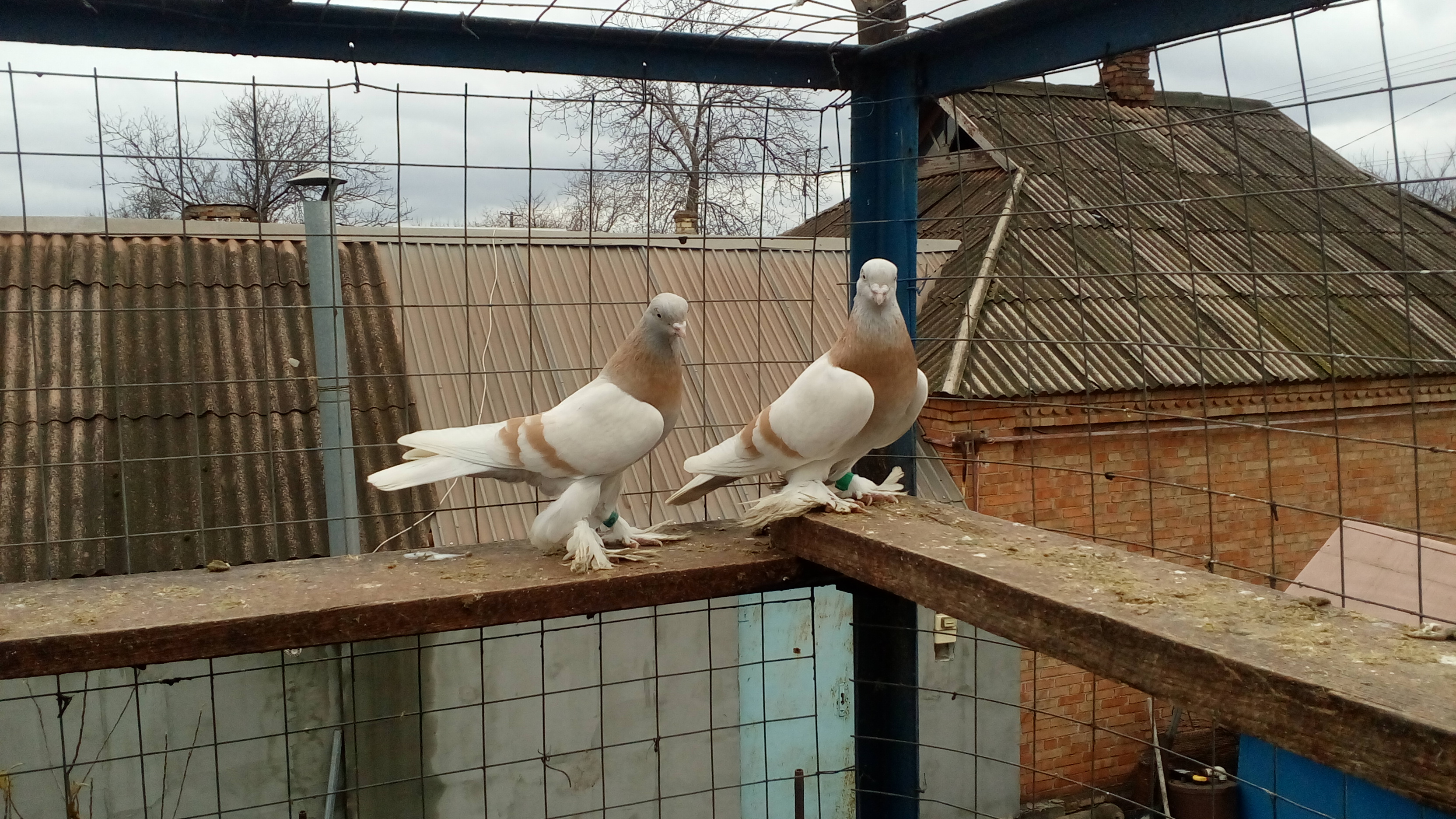

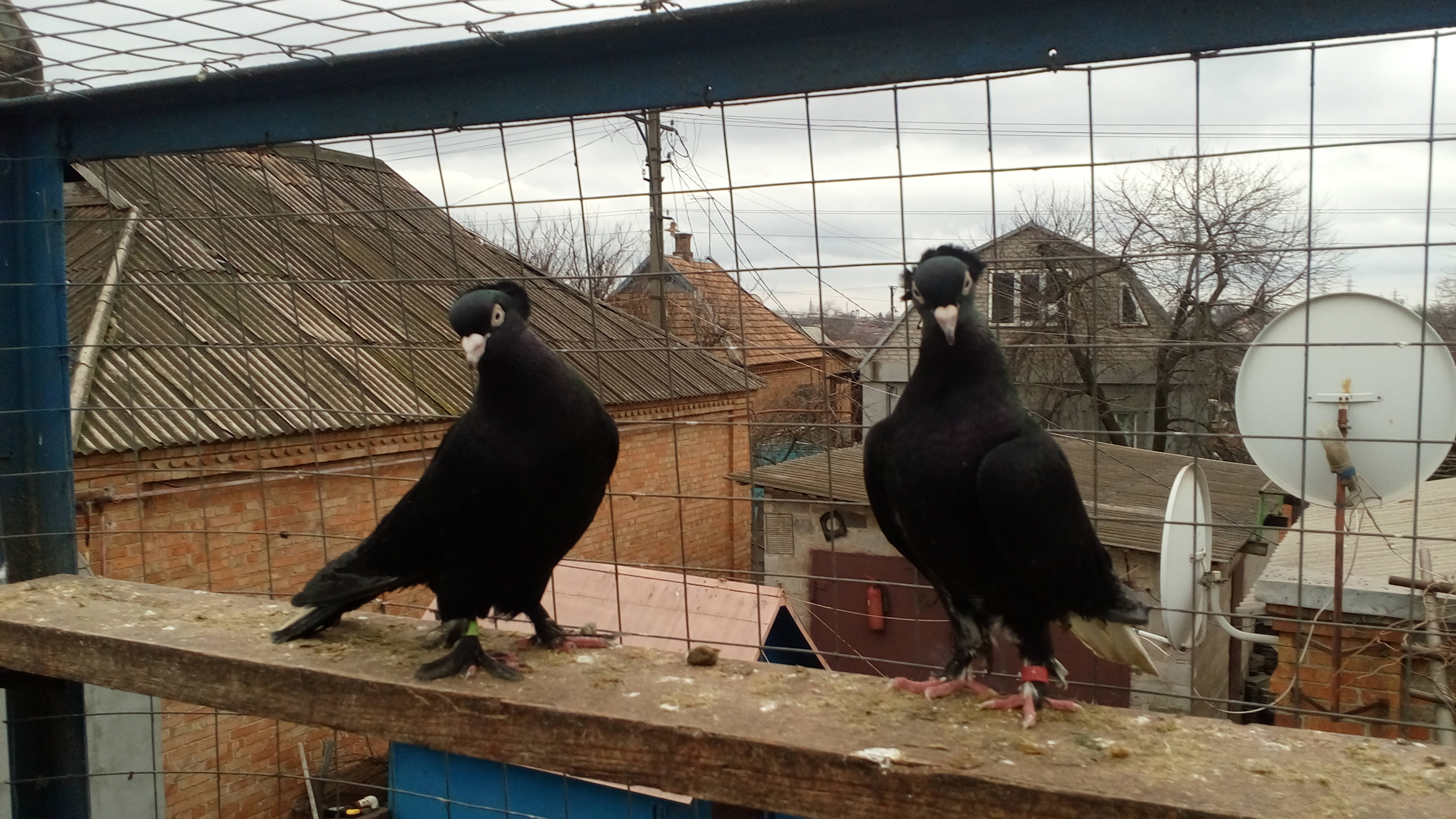

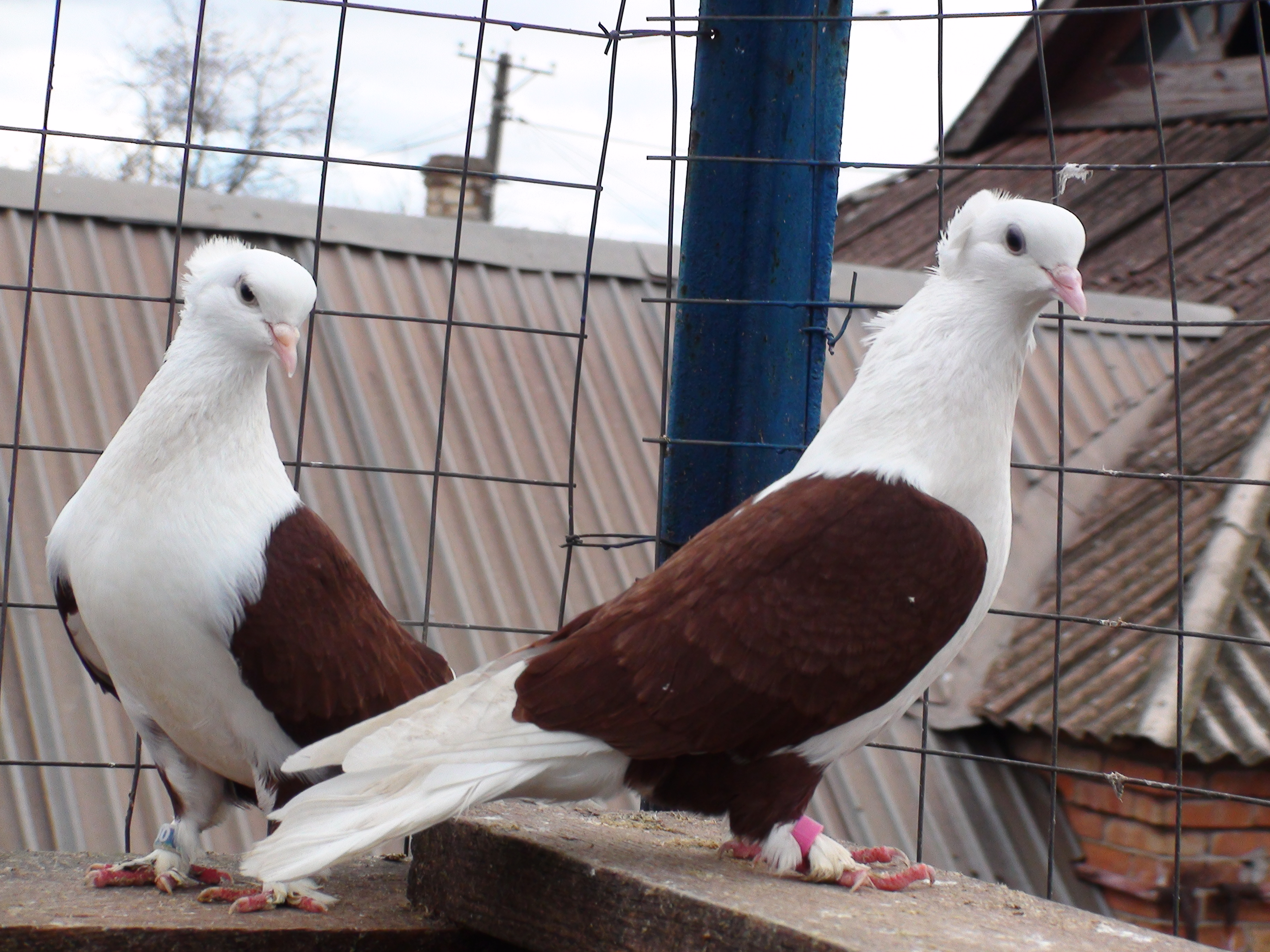

Бо́йные — группа пород домашних голубей, совершающая в полёте кувырки — «играющие». От других играющих пород отличается громкими щелчками крылев, «боем», производимыми при игре. Для бойных так же характерна игра с выходом в столб, когда голубь поднимается вертикально вверх, одновременно громко стуча крыльями. Родина бойных Центральная и Средняя Азия, Кавказ.

## Внешний вид
Бойные породы сильно разнятся по экстерьеру. Большинство пород бойных имеют простую фигуру. Ноги могут быть как без оперения, так и оперёнными. Для некоторых пород характерно сильное оперение ног — косма. Бойные бывают как длинноклювыми, так и средне и короткоклювыми. На голове у некоторых пород имеются перьевые украшения — хохлы и чубы различной формы. Окрас оперения различный, бывает очень сложным. В некоторых породах окрас является основополагающим для выделения птиц в самостоятельную породу.

## Происхождение и особенности
Бойные голуби — очень древняя группа. В основе игрового поведения лежит токовой полёт, свойственный всем голубям, в том числе и их дикому предку — сизому голубю. В начале токового полёта голубь, громко стуча крыльями, набирает высоту, после чего планирует на поднятых вверх в виде буквы V крыльях, слегка покачиваясь из стороны в сторону, «лодочкой». У бойных первая фаза токового полёта развилась до вертикального взлёта с громкими хлопками — выхода «в столб», после чего следует кувырок. Лучшие бойные совершают подряд несколько кувырков, но некоторые после этого не могут остановиться, продолжая совершать кувырки, и кубарем падают вниз. Про таких голубей говорят «забивается». У отдельных бойных настолько сильно развита тяга к игре, что они не могут летать, начиная кувыркаться, только оторвавшись от голубятни.
Среди бойных есть высоко и подолгу летающие породы, но многие уже давно разводятся в качестве декоративной птицы ради красивого экстерьера.

## См. также

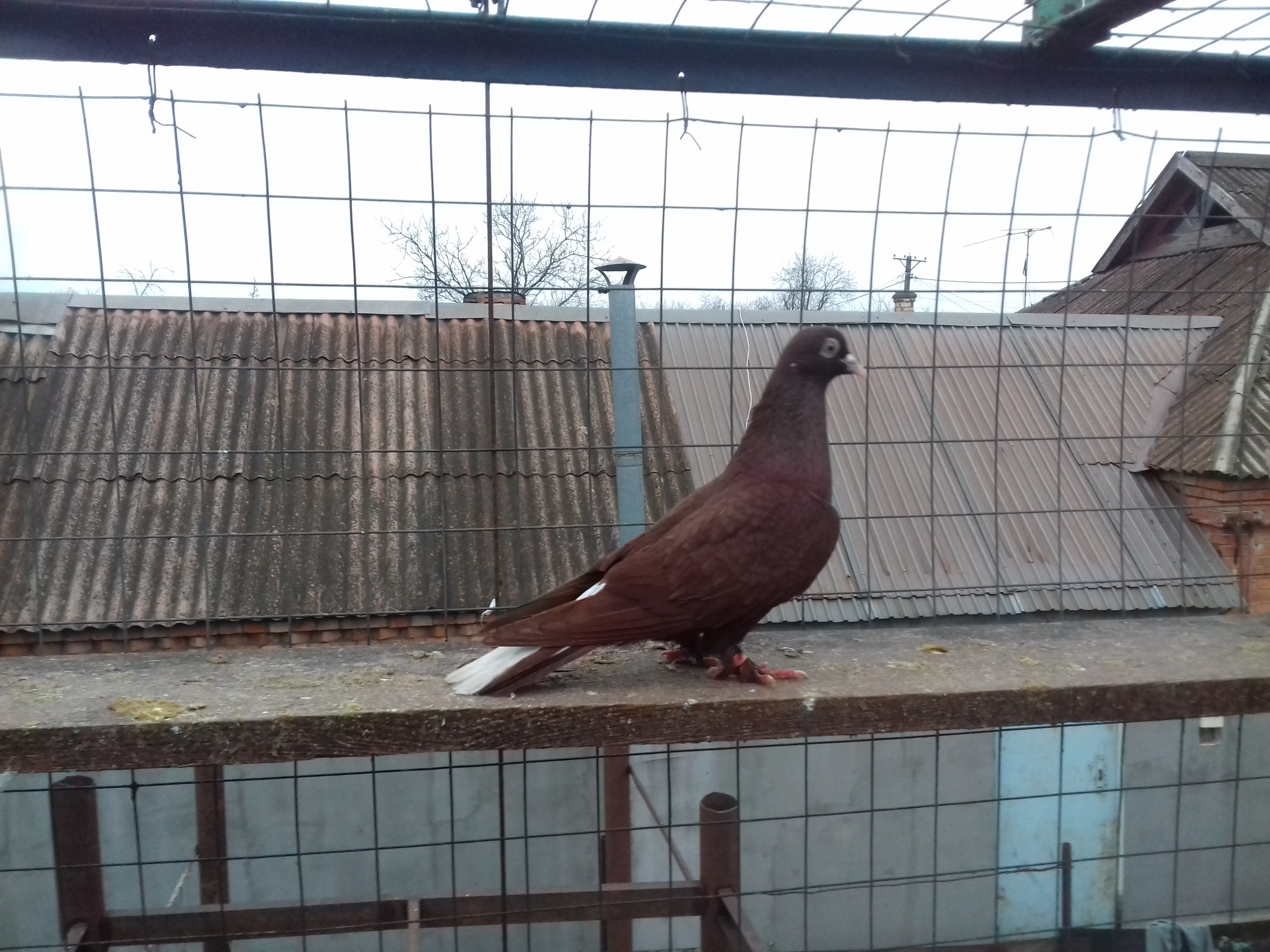